# 빌리 부스

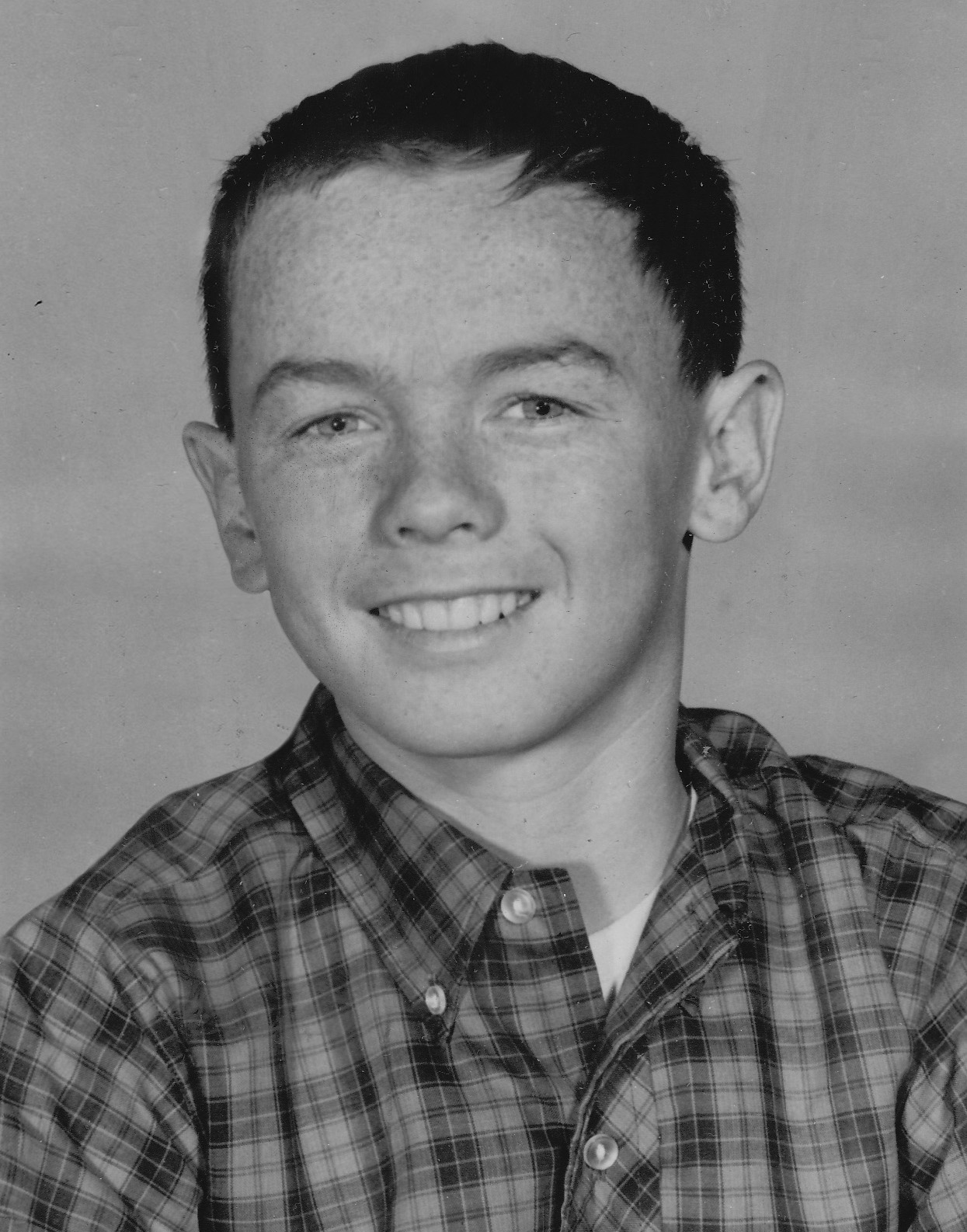

빌리 부스(Billy Booth, 1949년 11월 7일 ~ 2006년 12월 31일)는 미국의 배우, 텔레비전 배우, 변호사이다.
로스앤젤레스에서 태어났으며 샌루이스오비스포에서 사망하였다.

## 영화
- 폴로우 미, 보이즈! (1966년)
- 나의 세 아들 (1960년)
- 개구쟁이 데니스 (1959년)
- 눈의 여왕 (1957년)